# 蘇伊庫坦博區
蘇伊庫坦博區（西班牙語：Distrito de Suyckutambo），是秘魯的一個區，位於該國南部庫斯科大區的埃斯皮納爾省，始建於1961年3月17日，面積652.13平方公里，海拔高度4,801米，2005年人口3,211，人口密度每平方公里4.9人。